# La florista de la reina (película)
La florista de la reina es una película española de drama histórico estrenada en 1940, dirigida por Eusebio Fernández Ardavín y protagonizada en los papeles principales por Ana Mariscal, María Guerrero y Alfredo Mayo.
La película, ambientada en el Madrid de finales del siglo XIX, es una adaptación de la obra de teatro homónima escrita por su hermano Luis Fernández Ardavín.
Por su labor en la dirección del film, Eusebio Fernández Ardavín recibió en abril de 1941 el premio del Sindicato Nacional del Espectáculo al mejor director.

## Sinopsis
Juan Manuel es un poeta que se traslada a Madrid en busca del éxito. Durante el viaje en ferrocarril conoce a un crítico teatral, que promete presentarle a los intelectuales que acuden habitualmente al Café de Platerías, como Mariano de Cavia o Federico Chueca, entre otros. Juan Manuel, enfermo de tisis, es atendido y curado por Flor, una florista que conoció en el café. Tiempo después, tras contraer matrimonio con Flor, Juan Manuel escribe el drama "Abnegación, la florista y el poeta" con el que consigue triunfar, pero la actriz protagonista de la obra, Elena Cortés, se encapricha de él.

## Reparto
- María Guerrero - Flor
- Ana Mariscal - Elena Cortés
- Alfredo Mayo - Juan Manuel
- Jesús Tordesillas - Paco
- Juan Barajas
- Carmen López Lagar
- Manolita Morán
- Pedro Oltra